# Alexander Forrester (éducateur)
Pour les articles homonymes, voir Forrester.
Alexander Forrester fut un pasteur et éducateur presbytérien. Il est né en 1805 en Écosse, et mourut le 20 avril 1869 à Truro, en Nouvelle-Écosse. Il a été membre de la North British Society.

## Carrière
Il était un champion de la gratuité scolaire en Nouvelle-Écosse. Forrester a fait campagne pour améliorer la qualité des manuels scolaires, l'obligation des municipalités d'évaluer les écoles et la formation des enseignants. En 1854, il fut demandé pour devenir surintendant de l'éducation. Forrester a accepté ce poste l'hiver suivant, après avoir démissionné de son poste de pasteur de l'église de Chalmers, et il est devenu le directeur de l'école normale provinciale, qui n'existait pas encore. Après des décennies de débat sur la nécessité de la formation des enseignants, la nouvelle école normale co-éducationnelle vit le jour le 14 novembre 1855, à Truro, avec environ 60 élèves.
De 1855 à 1863, Forrester a été professeur de sciences naturelles et de théorie et pratique de l'éducation à l'école normale. Il procédait aussi à l'inspection des écoles de la province en avril et en octobre. À partir de 1858 à 1860, il a édité, financé, et en grande partie a écrit le Journal de l'Éducation et de l'Agriculture de la province de la Nouvelle-Écosse.
En 1864-65 beaucoup de disciples de Forrester ont soutenu le projet de loi de Charles Tupper pour la gratuité scolaire. Il croyait à la contribution de l'éducation nationale, de l'amélioration, de la prospérité, la sécurité et la moralité. Sa conception de la scolarisation et de formation des enseignants a été étroitement calquée des idées de David Stow, qu'il avait appliquées dans l'École Normale de Glasgow. Son enthousiasme pour la science, en particulier pour l'horticulture et pour l'agriculture, explique sa détermination à établir une ferme expérimentale à l'école normale de Truro; ce qui allait permettre la création d'une école provinciale de l'agriculture. De nombreuses dépenses des premières années de l'école normale ont été financées par Forrester lui-même. Jusqu'à sa mort, il est resté le directeur de cette institution, et a travaillé sur ses cours magistraux et sur son manuel pour les enseignants, The Teacher's textbook (1867).